# Lilienvente

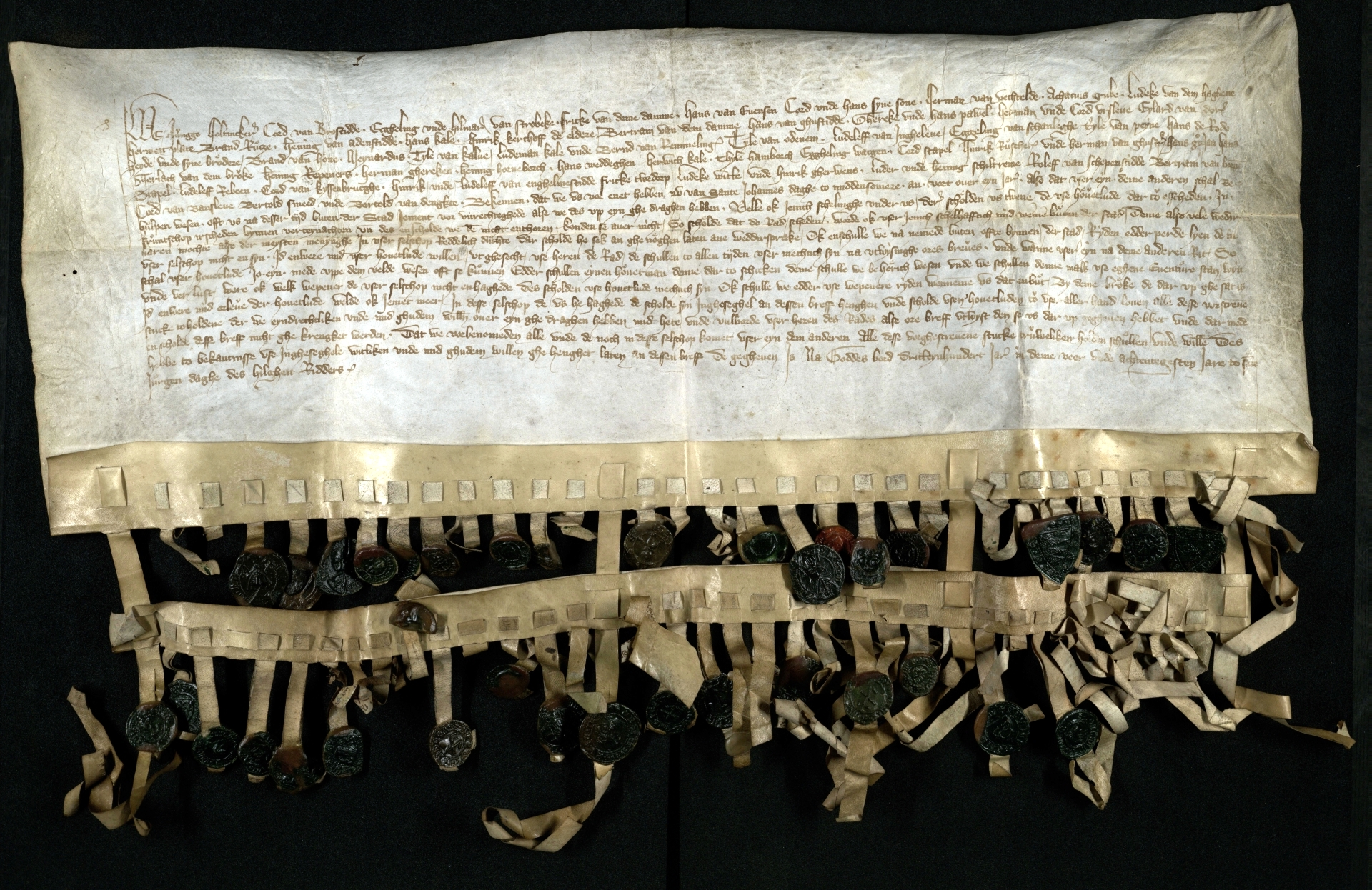
Gründungsurkunde der Lilienvente vom 23. April 1384

Die Lilienvente, in alten Urkunden auch als Lilienventhe oder ähnlich bezeichnet, war eine Waffenbruderschaft, die am 23. April 1384 in Braunschweig gegründet wurde. Die Vereinigung wurde zunächst lediglich auf ein Jahr geschlossen, bestand aber tatsächlich über viele Jahrzehnte, wahrscheinlich sogar über Jahrhunderte. Wann, unter welchen Umständen und ob sie sich überhaupt jemals wieder auflöste, ist unbekannt.

## Geschichte

### Vorgeschichte

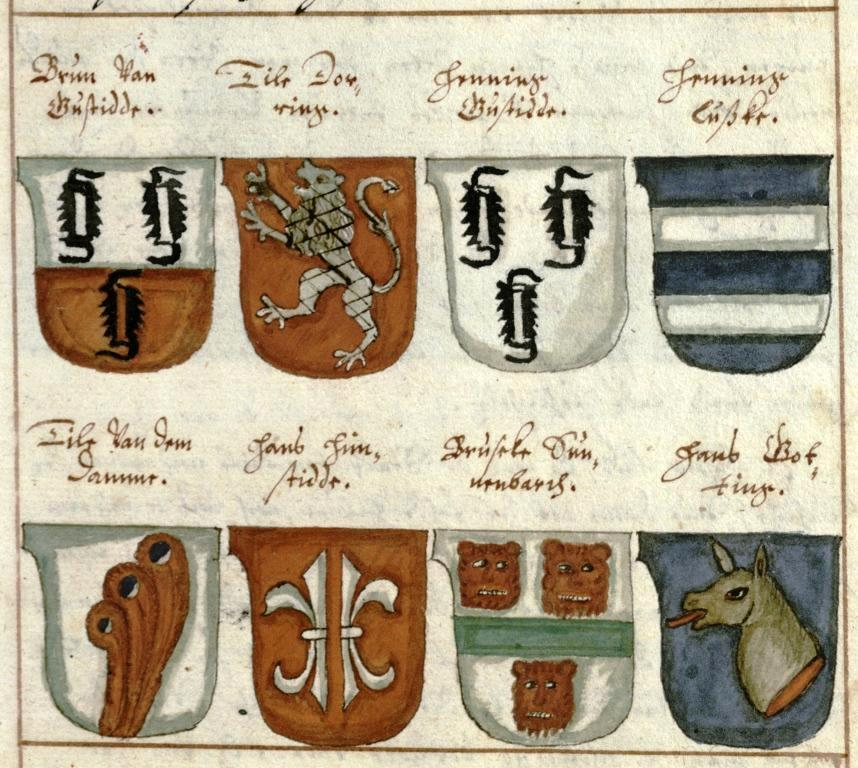
Schichtbuch Hermann Botes von 1514: Die Wappen der während der „Großen Schicht“ von 1374 getöteten acht Ratsherren: (v. l. n. r. und v. o. n. u.) Brun van Gustidde, Cort Doring [irrtümlich als Tile Doringe bezeichnet], Henning Gustidde, Henning Lußke, Tile van dem Damme, Hans Himstidde, Ambrosius Sunnenberge und Hans Gottinge.

Im 13. und 14. Jahrhundert war Braunschweig mehrfach Schauplatz zum Teil sehr gewalttätiger innerstädtischer Auseinandersetzungen, „Braunschweiger Schichten“ genannt. Seit etwa Mitte des 13. Jahrhunderts war die Stadt Mitglied der Hanse, wurde jedoch am 24. Juni 1375 auf dem Hansetag in Lübeck wegen der „Großen Schicht von 1374“, bei der acht Ratsherren von Aufständischen getötet wurden und etliche andere ins Exil fliehen mussten, „verhanst“, das heißt, bis auf Widerruf von der Mitgliedschaft in der Hanse ausgeschlossen. Erst fünf Jahre später, am 12. August 1380, wurde Braunschweig, auf einem weiteren Hansetag in Lübeck, wieder in die Hanse aufgenommen.

### 23. April 1384: Gründung der „Lilienvente“
Die fünfjährige Verhansung hatte nicht nur negative wirtschaftliche Folgen für die Stadt, sondern schwächte sie auch militärisch aufgrund des damit gleichzeitig ausgesetzten militärischen Beistandes durch andere Hansestädte. In der Folge der Verhansung kam es immer häufiger zu Fehden, Wegelagerei, Brandschatzung und Diebstahl durch in der Umgegend Braunschweigs ansässige Landadelige. Das führte dazu, dass man in Braunschweig energische Gegenmaßnahmen ergriff, um die eigene Wehrhaftigkeit zu steigern und zu stärken. Eine davon war die am 5. Februar 1384 zwischen Braunschweig, Aschersleben, Goslar, Halberstadt, Hannover, Hildesheim, Lüneburg und Quedlinburg zunächst auf zehn Jahre beschlossene Landfriedenseinigung sowie der Ausbau der 1376 bereits bei Ölper begonnenen Braunschweiger Landwehr. Am 23. April 1384 schlossen sich mit Zustimmung des Rates 60 Bürger der Stadt zusammen, um sich gegenseitig Waffenhilfe bei Bedrohung der Stadt oder ihrer Bürger von außen zu leisten. Ihr Ziel war aber gleichzeitig auch eine Sicherung gegen innerstädtische Unruhen, wie zum Beispiel die „Schichten“, und somit auch die Wahrung ihrer wirtschaftlichen Interessen und ihres Eigentums inner- und außerhalb der Stadtmauern. Darüber hinaus verpflichteten sie sich, zu jeder Zeit beritten und in Waffen der gesamten Stadt zur Verfügung zu stehen. Es dürfte sich dabei um das erste stehende Heer auf deutschem Boden gehandelt haben. Je nach Lesart und Interpretation der im Stadtarchiv Braunschweig erhaltenen Gründungsurkunde schwankt die Anzahl der Gründungsmitglieder zwischen 60, 62 bei Rotz 1970 und 63, die Ribbentrop 1789 in seinem Werk angab.

#### Zusammensetzung
Im Gegensatz zu der zum Beispiel von Hermann Dürre in seinem Standardwerk Geschichte der Stadt Braunschweig im Mittelalter von 1861 und später bis ins frühe 20. Jahrhundert weit verbreiteten Meinung, die Mitglieder der Lilienvente seien ausschließlich Patrizier gewesen (ähnlich der 1379 in Lübeck gegründeten Zirkelgesellschaft), wies Rhiman A. Rotz 1970 in seiner Dissertation nach, dass sich die Mitglieder der Lilienvente neben Patriziern auch aus Handwerkern und Kaufleuten aus den fünf Weichbilden Braunschweigs Altewiek, Altstadt, Hagen, Neustadt und Sack zusammensetzten und Patrizier in keinem Fall die Mehrheit hatten. Es handelte sich bei den Lilienvente-Mitgliedern, wie Matthias Puhle unter Bezug auf Werner Spieß ausführt, um die nach den Unruhen der „Großen Schicht“ an die Macht gekommenen homines novi, die zum Teil aus Familien stammten, die schon vor den Unruhen der „Großen Schicht“ an der Macht waren, aber auch aus solchen, die erst jetzt – über die Mitgliedschaft in der Lilienvente – an die Macht kamen. Es handelt sich also um keine klassische Patriziergesellschaft, wie sie in anderen spätmittelalterlichen Städten gegründet wurden. 
Eines der Gründungsmitglieder der „Lilienvente“ war Herman von Vechelde, der von 1386 bis 1420 als „Großer Bürgermeister“ der Braunschweiger Altstadt und später der Gesamtstadt die Entwicklung Braunschweigs über Jahrzehnte entscheidend und erfolgreich beeinflusste.
Der Zusammenschluss sollte zunächst für die Dauer eines Jahres befristet sein. Die Vereinigung unterstand der Oberaufsicht des sogenannten „Gemeinen Rates“ oder Magistrates. Die Bruderschaft bestand schließlich aber wesentlich länger, was Berichte von Kampfhandlungen, an denen sie in späteren Jahrhunderten teilnahm, belegen. So kämpfte sie unter anderem während des Lüneburger Erbfolgekrieges erfolgreich für Friedrich von Braunschweig und Lüneburg gegen dessen Vormund Otto den Quaden und siegte schließlich zusammen mit den Braunschweigischen Truppen am 28. Mai 1388 in der Schlacht von Winsen an der Aller. 1435 stellte die Lilienvente 400 Berittene. Bei der Belagerung Braunschweigs durch Herzog Wilhelm I. von Braunschweig-Wolfenbüttel, Mitte 1440, half die Lilienvente bei der Verteidigung, was schließlich zum Rückzug des feindlichen Heeres führte.

#### Wappen

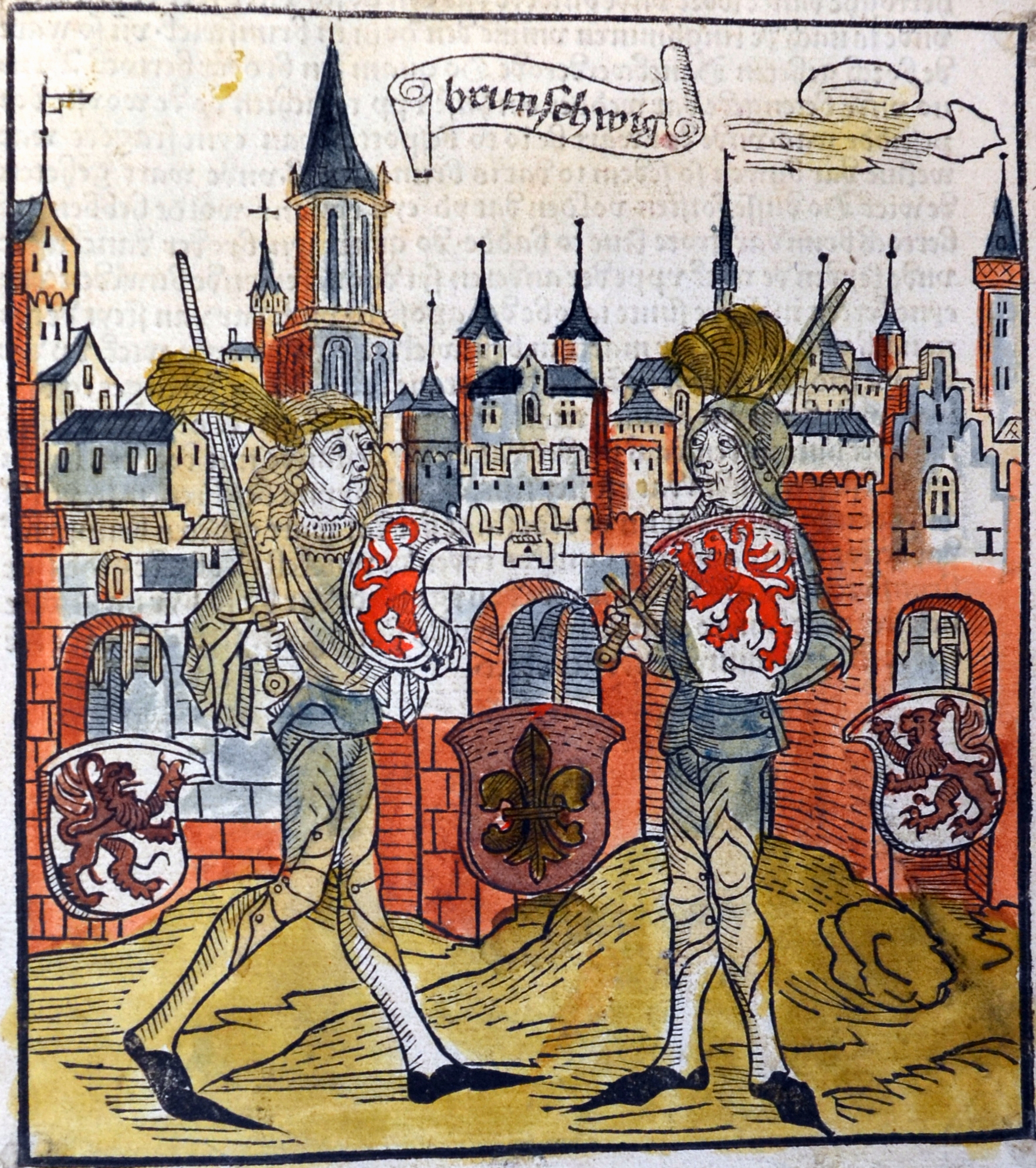
Die Sachsenchronik von 1492: Abbildung der Stadt Braunschweig („brunschwig“). Im Vordergrund zwei Ritter der Lilienvente, auf ihren Schilden der Braunschweiger Löwe und im Zentrum die Lilie.

Als Wappen führte die Lilienvente eine Lilie als Zeichen der Reinheit und Unschuld, die zwischen zwei (Braunschweiger) Löwen platziert war. Am wohl Ende des 18. Jahrhunderts abgerissenen Michaelistor soll sich auf der Südseite der Brücke über den inneren Stadtgraben die römische Jahreszahl MCCCCXXXV (für 1435) sowie eine Lilie, flankiert von zwei Löwen als Zeichen der Lilienvente befunden haben. Nach anderer Quelle soll die Jahreszahl 1385 dort gestanden haben.

#### Namensdeutung
Die Deutung des Namens „Lilienvente“ gibt seit Jahrhunderten Spielraum für unterschiedlichste Spekulationen. So gab Philip Christian Ribbentrop 1789 im ersten Band seiner Beschreibung der Stadt Braunschweig an, die Benennung sei auf die heraldische Lilie im Wappen und auf „Vente“ von lateinisch „conventiculum“ für „kleine Zusammenkunft“ oder aber „Fent“ für „Streiter zu Fuß“ (= Infanterist) zurückzuführen. Carl Wilhelm Sack hingegen führte 1858 an, die zweite Silbe des Namens solle von dem Wort „Fante“ für Junggeselle oder Jüngling stammen. Werner Spieß wiederum zitierte 1951 einen Beitrag von Luise von Winterfeld, in dem diese darauf hinwies, dass „capiatis vente“ spöttisch im Sinne von „jugendlicher Wegelagerer“ oder „Freibeuter“ gebraucht wurde.

## Sonstiges
Nach den „Schützennachrichten“ der Stadt Braunschweig aus dem 18. Jahrhundert soll die Lilienvente am 24. Juni 1441 (dem Johannistag) erste Vogelschießen in Braunschweig mit Armbrüsten auf der Neustadtmasch abgehalten haben. Pfingsten 1446 folgte das erste Bürgerschießen auf Scheiben „mit Röhren und Büchsen“. Nach der Unterwerfung der Stadt Braunschweig durch die Welfen-Herzöge im Sommer 1671 soll die Lilienvente allerdings nur noch eine Schützengilde gewesen sein. Wann bzw. ob sie aufgelöst wurde, ist unbekannt.
Anlässlich der 1000-Jahr-Feier der Stadt Braunschweig im Jahre 1861 verfasste Karl Schultes ein Theaterstück mit dem Titel Brunswick‘s Leu, stark und treu!, in dem die Lilienvente mehrfach vorkommt.